# W̤
Cette page contient des caractères spéciaux ou non latins. S’ils s’affichent mal (▯, ?, etc.), consultez la page d’aide Unicode.
W̤, ou W tréma souscrit, est un graphème utilisé dans l’alphabet scientifique des langues du Gabon de 1989 comme lettre supplémentaire. Elle est formée de la lettre W diacritée d’un tréma souscrit. Elle représente une consonne spirante labio-palatale voisée /ɥ/, et sa voyelle équivalente est représentée avec la lettre ‹ ṳ ›.

## Utilisation
W̤ est utilisé dans les orthographes proposées pour le fang-ntumu et le fang-nzaman utilisant l’Alphabet scientifique des langues du Gabon.

## Représentations informatiques
- Unicode (latin de base, diacritiques)[1],[2] :

| formes    | représentations | chaînes de caractères | points de code | descriptions                                         |
| --------- | --------------- | --------------------- | -------------- | ---------------------------------------------------- |
| capitale  | W̤               | W◌̤                    | U+0057 U+0324  | lettre majuscule latine w diacritique tréma souscrit |
| minuscule | w̤               | w◌̤                    | U+0077 U+0324  | lettre minuscule latine w diacritique tréma souscrit |